# In gesprek
In gesprek is een hoorspel van Anthony Minghella. Hang Up werd op 19 november 1987 door de BBC uitgezonden en kreeg de Prix Italia 1988. Onder de titel Eingehängt werd het op 4 april 1989 door de Deutschlandfunk uitgezonden en het werd bekroond als Hörspiel des Monats April 1989. Hans Karsenbarg vertaalde het en de NOS zond het uit op vrijdag 24 maart 1989. De regisseur was Ab van Eyk. Het hoorspel duurde 17 minuten.

## Rolbezetting
- Rob Fruithof
- Erna Bos

## Inhoud
Ze wonen beiden in een andere stad, twee jonge verliefden die elkaar alleen in het weekend kunnen zien. Tussendoor telefoneren ze met elkaar. Vanavond belt zij hem op, maar al dadelijk ontstaat gekibbel, schijnbaar wegens de muziek op de achtergrond. Hij belt haar terug. Het geruzie gaat verder, alhoewel het geen echte ruzie is, enkel een heen en weer van geprikkeldheid, misverstanden, verdenkingen, leugens, uitvluchten. Natuurlijk, wat hij al lang vermoedt, is er iemand anders bij haar in de woning; natuurlijk heeft hij met een andere de avond doorgebracht, en natuurlijk betekent dit alles helemaal niets, hoewel het steeds weer hetzelfde betekent, namelijk de voortzetting van een relatie die even gecompliceerd als banaal is, die ophoudt en verdergaat, begeleid door het verlangen naar een samenzijn dat in het tijdperk van de snelle communicatie toch nooit echt tot stand komt...